# Beniamino Forti
Beniamino Forti (Montepulciano, 1829 – Vaiano, 10 gennaio 1901) è stato un imprenditore e politico italiano.

## Biografia
Nasce a Montepulciano, allora Granducato di Toscana, da famiglia ebraica, figlio di Samuele Forti “mercante di panni” e di Giuditta Nissim.

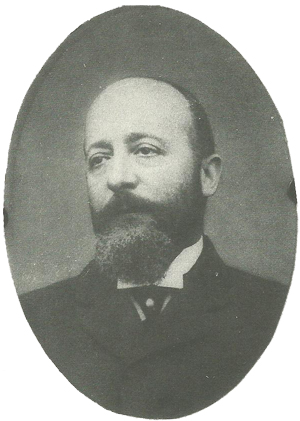
Beniamino Forti

Dai ricordi di famiglia del figlio Giulio, si apprende che a otto anni era stato “mandato ad Arezzo dallo zio Lazzaro come aiuto di bottega, sembra che dimostrasse molta assiduità ed attitudine e lo zio lo lasciava spesso solo per quanto in così tenera età”.
Ancora il figlio Giulio racconta che “Il babbo non aveva fatto studi regolari nell’infanzia frequentò quelle scuole che gli ebrei mantenevano e dove insegnavano un po’ d’ebraico, preghiere ed un po’ di nozioni elementari. […] Da bambino e giovinetto studiò la lingua francese, faceva pratica di conversazioni con un droghiere svizzero vicino di bottega, imparò assai bene, parlava e scriveva il francese correntemente per quanto non avesse mai avuto di poi opportunità di star molto con francesi. Con letture e disposizione naturale si fece una cultura non disprezzabile. Scriveva bene”.
Beniamino seguì le orme familiari e divenne commerciante di stoffe. Nell’agosto del 1855 sposò Elisa Cardoso Laines, di Pisa, figlia di Daniele, imprenditore, che, come ricorda Giulio Forti, in un certo periodo “fu in società con dei pratesi credo per la fabbricazione di berretti fez, che allora vendevano in oriente”.
Il legame di Beniamino Forti con la famiglia di Cardoso Laines doveva essere saldo, nonostante i problemi di salute mentale del suocero, visto che, in seguito alla morte di Elisa, avvenuta nel 1856 per conseguenza del parto della loro prima figlia Ernesta, Beniamino sposò la seconda figlia di Cardoso Laines, Clementina, più giovane di un anno della sorella Elisa.

### Arrivo a Prato
Con Clementina e i tre figli Ernesta, Elisa e Alfredo, Beniamino si spostò a Prato nel 1861, anche grazie all’emancipazione e alla conseguente maggiore libertà concessa agli ebrei a partire dal periodo dell'Unità d'Italia. Il clima patriottico di quell’anno permise alla famiglia Forti di stabilirsi a Prato con meno problemi di integrazione visto che, pur essendo ebrei, erano comunque cittadini a tutti gli effetti del nuovo Stato Nazionale.

Beniamino aprì a Prato “una bottega di manifatture al dettaglio” a un passo da piazza del Duomo, fece anche vari investimenti: “fece qualche speculazione acquistando tessuti di fabbricazione locale e rivendendoli poi all’ingrosso all’epoca in cui i compratori venivano a fare acquisti. Sembra che provasse anche il commercio delle trecce di paglia da cappelli che allora prosperava”.

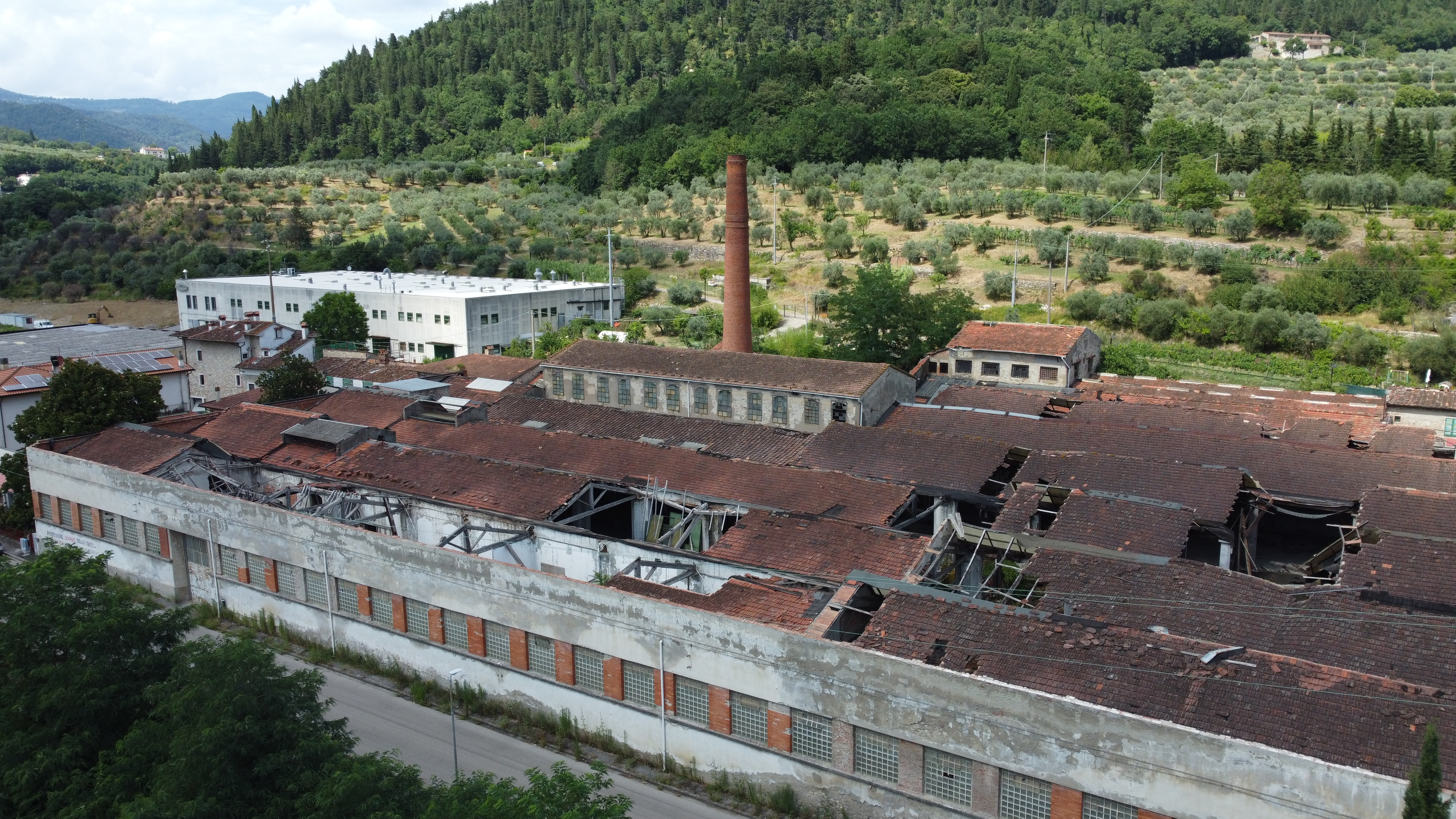
La fabbrica Forti a L'Isola

Fu solo qualche anno dopo che, visto lo slancio assunto dall'industria tessile, Beniamino Forti decise di tentare degli investimenti nel settore industriale, lasciando il padre Samuele ad occuparsi della bottega di stoffe. Nel 1863 costituì una società con Silvio Mercatanti, ex impiegato del lanificio Cai, uno dei molti "uomini nuovi" dell'industria pratese che già era in possesso di alcuni macchinari, in particolare di “macchine per stracciare e filare” La società con Mercatanti comincia a fare passi avanti: i due riuscirono con successo ad impiantare diverse lavorazioni: inizialmente una tintoria nel centro di Prato, in piazza Martini, e una piccola filatura a S. Lucia nel nord della città.
Nel 1872 i due soci acquistarono una serie di edifici fra Piazza del Mercatale e via delle Conce di Pelli al confine con via dei Tintori; tre di questi erano classificati come “tintoria”, “opificio idraulico” e “purgo per le lane” e tutti avevano la concessione dell’uso dell’acqua delle gore dal “Consorzio del fiume Bisenzio al Cavalciotto e Gore”. Quasi tutta l’industria tessile pratese si concentrava ancora all’interno delle mura cittadine: Mercatanti e Forti non facevano eccezione a questa regola, se non per quella piccola filatura di S. Lucia che sarebbe rimasta al Forti, quando, alla fine del 1873, i soci decisero di dividersi, e che costituisce un primo passo verso la Val di Bisenzio che sarà sede dell'espansione successiva.
Nel 1878 Beniamino acquistò un podere con annesso mulino idraulico a L’Isola, sulla riva sinistra del Bisenzio a nord di Prato proprio in corrispondenza di una strettoia del fiume, pochi chilometri a nord della filatura di S. Lucia che gli era rimasta dalla divisione con il socio. E’ l’inizio di un processo di spostamento dell’industria Forti dal centro cittadino verso la parte alta del Bisenzio, quella più ricca di energia idraulica e con maggiori possibilità di espansione. Qui portò le macchine di Prato e di S. Lucia e altre acquistate per l'occasione .
L’aspetto più singolare nei propositi del Forti è che “l’intento di fabbricare un nuovo stabilimento più adatto all’industria” è finalizzato, attraverso tappe successive, a “munire l’azienda dell’occorrente per eseguire quanto più possibile il lavoro nella propria fabbrica”. Beniamino Forti si fa promotore di una trasformazione che anche a Prato segnerà il passaggio da una lavorazione che avviene in gran parte “a conto terzi” alla creazione del lanificio a ciclo completo.
Nel 1878 avevano fatto il loro ingresso in azienda il figlio Alfredo e nel 1882 l'altro figlio Giulio, avvenimenti che coincidono con il periodo di forte espansione delle attività dei Forti.
L’ulteriore sviluppo della ditta Forti, che si chiamava allora “Fabbrica di tessuti di Beniamino Forti, Prato in Toscana”, fu legato ad un luogo situato “alla distanza di circa braccia 100” a sud dell’Isola: “nel 1881, quando la crisi pratese scoppiava violenta, [Beniamino] iniziò l’altro suo stabilimento della Briglia dove era stato già per assai anni una famosa raffineria di rame e prima ancora una primaria cartiera della Toscana”.

### Figura pubblica
Da estraneo alla comunità sociale e politica di Prato, Beniamino diventa, nel giro di poco più di un ventennio, una delle figure di spicco della classe dirigente locale. Attraverso una fitta rete di relazioni, che prende avvio nella cerchia degli industriali, per poi giungere alla fascia delle professioni liberali e degli amministratori comunali, Beniamino diventa una delle figure di spicco dell’industria e della politica pratese. Pur non legandosi mai fermamente a nessun partito politico dell’epoca, egli resta di area liberal-moderata anche se con spunti progressisti.
Centrale il riconoscimento dei suoi meriti di industriale da parte del nuovo stato italiano sancito con la nomina a Cavaliere della Corona d’Italia avvenuta intorno al 1879.
Negli anni successivi, che sono poi quelli in cui Forti ricopre la carica di assessore alle finanze, le sue iniziative pubbliche si spostano: si va da iniziative filantropiche a quelle legate all’istruzione e alla conoscenza tecnica per operai e quadri dirigenti delle industrie. Queste iniziative segnano il passaggio ad una dimensione non più municipale e molto importante per la diffusione di una mentalità nazionale che si stava lentamente formando a poco a poco all’indomani dell’unificazione. Fu anche Consigliere della Camera di Commercio di Firenze.
Numerose sono le sue attività in città, come ad esempio la promozione della "Regia Scuola professionale di tessitura e tintoria", presieduta dallo stesso Forti. Si rese promotore e partecipe anche dell'apertura nel 1884 dell'Ospizio di mendicità, per cercare di sopperire ai gravi problemi sociali e di povertà che affliggevano la città di Prato.
Questo primo periodo di attività a Prato, prima solo commerciale e poi anche industriale, è fondamentale anche per quanto riguarda la costruzione della “dinastia imprenditoriale” dei Forti. Infatti già nel 1888, precisamente il 20 agosto, nasce la società che prende il nome di “A. e G. di Beniamino Forti”; Beniamino cede ai figli Alfredo e Giulio le attività produttive della ditta, mentre riserva a sé la parte commerciale dell’azienda.

## Lo stabilimento de La Briglia

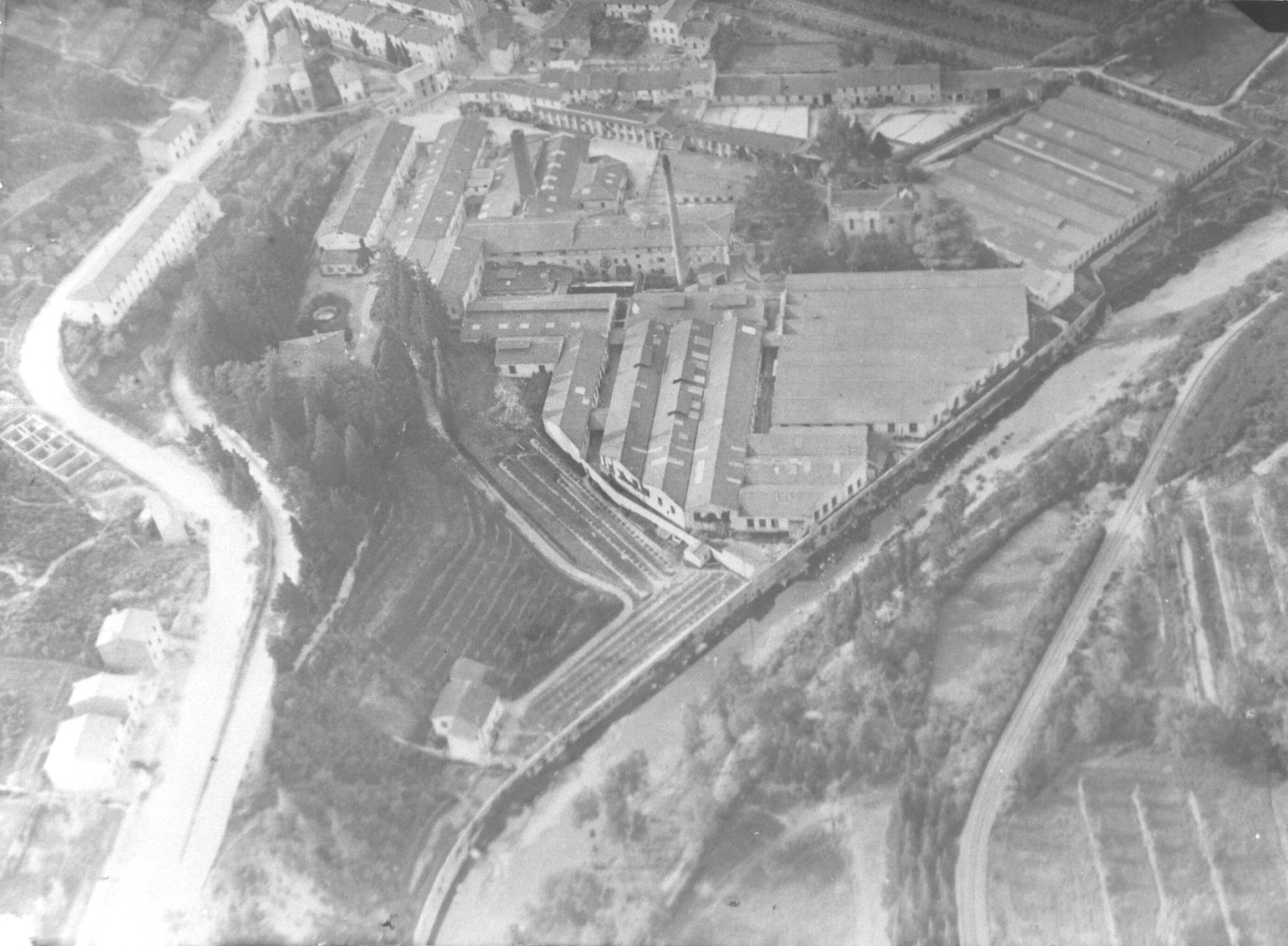
Veduta aerea della città-fabbrica dei Forti a La Briglia

Nel contesto della crisi economica che aveva colpito tutto il mondo, anche la ditta Forti dovette affrontare anni difficili. I primi anni Novanta furono “gli anni più critici dell’economia italiana”, segnati da lotte e scontri sociali, scandali bancari, crisi agraria e dal conflitto commerciale con la Francia conseguente alla scelta protezionistica del 1887. Il nuovo socio di Beniamino, Luigi Cecconi era fallito nel 1890 ed è plausibile che questo fallimento non fosse stato senza conseguenze anche per l’azienda del Forti.  I Forti decisero allora di spostare tutte le lavorazioni di Prato e di S. Lucia verso gli stabilimenti della Val di Bisenzio: La Briglia e L’Isola. Uno dei fattori fondamentali nella scelta di trasferire tutte le attività industriali in Val di Bisenzio fu la volontà di concentrare in un unico luogo le varie fasi di lavorazione: la prospettiva di creare una fabbrica a ciclo completo che, dagli stracci e dalla loro rigenerazione, portasse direttamente al prodotto finito.
Grazie ad una politica commerciale che spingeva fortemente il mercato tessile verso l'esportazione, i Forti decisero di espandere la produzione. L'occasione si presentò con l'acquisto nel 1881 dalla contessa Boutourline dell'ex fonderia di rame da parte di Cecconi e Forti, proprio dello stabilimento de La Briglia.
Nel 1890 i Forti acquistarono anche la parte dello stabilimento posseduta da Cecconi: con questo acquisto vennero a disporre dei locali della ex-fonderia di rame. Iniziò così, in parallelo con l’accentramento di tutte le lavorazioni negli stabilimenti della Briglia e dell’Isola, il processo di formazione di una vera e propria città-fabbrica nel “Casale La Briglia”, come veniva chiamato all’epoca il borgo sorto sulle rive del Bisenzio nella parrocchia di Popigliano.
La creazione della città-fabbrica in questo decennio ha un significato forte: essa avviene all’indomani della grande crisi (o a margine delle ultime battute di essa), in un periodo in cui l’ideologia dominante della classe industriale è quella della “filantropia positivista” e del paternalismo sociale. Nonostante il fatto che i Forti non fossero proprietari di tutto il paese si creano le condizioni di creare una vera e propria città-fabbrica.
Si andavano ad accentuare quelle caratteristiche che avrebbero fatto dei Forti e del loro modello, l'esempio più tipico del metodo industriale pratese dell'Ottocento che "combinava al massimo i vantaggi della meccanizzazione e dell'utilizzazione intensiva del lavoro".
Un’importanza centrale è da attribuire alle esperienze e alle realizzazioni di Alessandro Rossi. Il “padre dell’industria laniera italiana” frequentò molto la città di Prato, e conobbe Beniamino Forti già nel 1880 in occasione dell’Esposizione mandamentale pratese. Probabile che i contatti con Beniamino Forti siano stati frequenti ed abbiano influenzato profondamente le scelte dell’imprenditore pratese.

## La morte
La vita della famiglia Forti si svolgeva in gran parte alla Briglia: è qui che, il 2 novembre 1892, muore Clementina Cardoso Laines, la moglie di Beniamino ed è lì che muore improvvisamente di polmonite Beniamino Forti il 10 gennaio 1901.